# Gasteracantha lunata
Gasteracantha lunata là một loài nhện trong họ Araneidae.
Loài này thuộc chi Gasteracantha. Gasteracantha lunata được Félix Édouard Guérin-Méneville miêu tả năm 1838.